# Dubica (Mrkonjić Grad)
Dubica (szerbül: Дубица) falu Bosznia-Hercegovinában, Bosanska krajina területén, a Szerb Köztársaságban, Mrkonjić Grad községben.

## Fekvése
Bosznia-Hercegovina közép-nyugati részén, Banja Lukától légvonalban 34, közúton 60 km-re délre, községközpontjától légvonalban 12 km-re, közúton 18 km-re északnyugatra, a Dubicai-hegység területén, 892 méteres tengerszint feletti magasságban található. 

## Népessége
| Nemzetiségi csoport | Népesség 1991 | Népesség 2013 |
| ------------------- | ------------- | ------------- |
| Szerb               | 131           | 49            |
| Bosnyák             | 0             | 0             |
| Horvát              | 0             | 0             |
| Jugoszláv           | 1             | 0             |
| Egyéb               | 0             | 0             |
| Összesen            | 132           | 49            |

## Története
A Banja Luka és Mrkonjić Grad közötti hegyvidék a középkori zemljaniki plébániához tartozott. Ez Zmijanjének nevezett vidék a Jajcától északra fekvő Orbász völgye várainak elesésével 1527-1528-ban került oszmán uralom alá. Az oszmán uralom első éveiben a Zmijanje náhije magába foglalta az Orbász (Vrbas) és a Szana folyók közötti teljes területet, valamint délen a Mrkonjić Grad feletti Kozare, Dimitor és Lisina hegységeket. Kicsit később a Trijebovói náhije, mely Mrkonjić Grad környékén feküdt, levált róla.
Határában egykor erőd volt, amelyet 1716-ban Drašković osztrák tábornok foglalt el, majd másodszor 1788-ban Laudon osztrák marsall hódította meg. A település 1878-ig tartozott az Oszmán Birodalomhoz, majd az Osztrák-Magyar Monarchia része lett. A monarchia szétesésével 1918-ben előbb a Szerb-Horvát-Szlovén Királyság, majd 1929-től a Jugoszláv Királyság része. Jugoszlávia megszállása után a falu a Független Horvát Állam (NDH) része lett. 1945-től a szocialista Jugoszlávia része volt.
A településen az 1991-es népszámlálás adatai szerint 132-en éltek. A település 1995 szeptemberéig a boszniai szerb katonai egységek (VRS) ellenőrzése alatt állt. A boszniai háborút lezáró daytoni békeszerződés rendelkezése alapján az ország területét felosztották a Bosznia-hercegovinai Föderáció és a boszniai Szerb Köztársaság között. Ennek során a település a Boszniai Szerb Köztársasághoz és Mrkonjić Grad községhez került.